# 高城梨沙
高城 梨沙（たかぎ りさ、1988年12月16日 - ）は、日本のAV女優である。

## 経歴
東京都出身。2007年6月に『素★人 生ボイン 若妻FILE01 ゆかりさん20歳 107cmKcup』で、AV女優としてデビュー。

## 出演作品

### アダルトビデオ
2007年
- 素★人 生ボイン 若妻FILE01 ゆかりさん20歳 107cmKcup（6月15日、NO NAME）*
- 潮吹きデート 巨乳目線 高城梨沙（7月5日、ディープス）*
- Maplemuffin Hotel 006（7月2日、ゴーゴーズ）*
- ERIKA Kカップ（7月15日、NO NAME）*
- ザ・カメラテスト 乳首イジるだけでイッちゃうんだ いやっこんなエッチなテスト、恥ずかしい！（7月17日、アテナ映像）他出演:羽野理沙、愛川琴音、楠木ももこ、栄ゆめ
- 真夏の痴漢師を追え！巨乳女は痴漢多発地帯でヤられるか？ VOL.1（7月19日、DANDY）
- スーパーGスポットSP VOL.30（7月24日、クリスタル映像）
- はじめての爆乳レズビアン（8月24日、シネマユニット・ガス）共演:杏美月
- お嬢さまはバックで突く突く（8月10日、クリスタル映像）他出演:保坂未玲、愛川琴音、水森あおい、佐伯奈々、工藤なつき
- 潮吹き女子校生10連発 18（8月31日、クリスタル映像）
- 女体解剖2（9月7日、アテナ映像）他出演:瀬名ゆうり、波木涼香、翼裕香
- 美少女コスプレ潮吹きSEX（2）～Iカップ爆乳美少女・高城梨沙（9月20日、パラダイスTV）*　※PPVネット配信作品
- 新婚妻は裸にエプロン 16（9月29日、クリスタル映像）他出演:水森あおい、黒澤あきな、桜沢いすず、花村玲子、流川純
- ULTRA BIG TITS Kcup107cm 高城梨沙（10月11日、プレステージ）*
- ねぇ、お兄ちゃん！05（10月19日、ゴーゴーズ）他出演:松浦亜美、片瀬くるみ、桜木えり、冴木るな、汐見ゆうな、長谷川なぁみ、清原りょう、今野由愛、麻生岬、稲森あずみ、桜沢まひる、泉まりん、美咲沙耶、不動あきな、安奈久美、観月若菜、松浦レイナ、落合ゆき、加護範子
- 東京ボイン爆乳メガネ中出しMIX（11月1日、グローリークエスト）
- ゴーゴーズ100連発 9&10（11月2日、ゴーゴーズ）
- BOING.105 Jcup 高城梨沙 04（11月5日、ドリームチケット）*
- 爆乳カフェ 高城梨沙（11月15日、ワープエンタテインメント）*
- 酔狂伝 11（11月16日、クリスタル映像）他出演:春咲さくら、春名えみ、真鍋理名、長澤リカ、果樹、蓮条みなみ、那月りの、春うらら、佐伯奈々
- 爆乳アクメ人形（11月22日、ナチュラルハイ）*
- 巨乳×爆乳 GRANDPRIX DX2（11月30日、クリスタル映像）
- ワープエンタテインメント 1年まるごと特別総集編 4時間 2007（12月5日、ワープエンタテインメント）
- BEST HIT 2007年 ドリームチケット 下半期総集編（12月5日、ドリームチケット）
- SUND★ME!!（12月15日、ワープエンタテインメント）他出演:橘れもん、長谷川あゆみ、愛里ひな、京野明日香、我那覇レイ、羽田夕夏、飯島夏希、原千尋、間宮いずみ、永瀬あき、絢音ミミ、宮下まい、東野愛鈴、愛葉みずき
- 爆乳ベスト 2007（12月21日、シネマユニット・ガス）

2008年
- 女子校生フェラチオ4時間50連発!! 2（1月25日、クリスタル映像）
- 究極乳女 爆乳現役東○生（2月1日、アイデアポケット）* ※楓ひみつ名義
- CRYSTAL ANGELS 美乳若妻EX（2月22日、クリスタル映像）
- KCUP爆乳FUCK（3月1日、アイデアポケット）* ※楓ひみつ名義
- BIG BAM BOMB 02（4月10日、ラストラス）
- GLORYQUEST 2007 下半期BEST30（4月17日、グローリークエスト）
- 私の巨乳ちゃん、紹介します。 03 105cm / Icup（5月25日、ドリームチケット）
- ボクの新妻は巨乳で裸エプロンでメガネっ娘。 #29 高城梨沙（6月21日、ゴーゴーズ）*
- キスがエロけりゃ醜男だって、美女とベロちゅうデキるのだぁ（7月15日、ワープエンタテインメント）
- ディープス2007下半期作品集（7月17日、ディープス）
- 潮吹き女子校生 8時間100連発!!2（8月8日、クリスタル映像）
- 極選4時間 裸にエプロン（9月26日、クリスタル映像）
- 10年まるごと特別総集編 おおきいオッパイ4時間（10月15日、ワープエンタテインメント）
- 爆乳騎乗位ベスト（10月24日、シネマユニット・ガス）
- お嬢様はバック好き18連発（11月21日、クリスタル映像）
- SUN DOME!!（12月15日、ワープエンタテインメント）
- ハイパー潮吹き100連発！2（12月28日、パラダイスTV）　※PPVネット配信作品

2009年
- 生ハム巨乳メロンゴージャス（1月16日、サンクチュアリ）
- 揺れるボイン VOL.3（1月23日、エッチアールシー）